# Nicolás Figal
Nicolás Figal, né le 3 avril 1994 à América, Buenos Aires en Argentine, est un footballeur argentin qui joue au poste de défenseur central à Boca Juniors.

## Biographie

### Independiente
Jorge Figal commence sa carrière professionnelle avec le club de CA Independiente, l'un des plus importants clubs d'Argentine. Il joue son premier match avec l'équipe première le 10 août 2014, face à l'Atlético de Rafaela. Il est titulaire lors de ce match, et son équipe s'impose sur le score de 3-0. 
Il est prêté pour six mois en janvier 2016 au Club Olimpo, pour qui il joue quinze matchs et inscrit un but. Il est ensuite de retour dans son club formateur. Il gagne une place de titulaire au sein de l'équipe lors de la saison 2016-2017.
En 2017, Independiente remporte la Copa Sudamericana, mais Jorge Figal ne dispute pas la finale. Il dispute en revanche en février 2018 la Recopa Sudamericana face au Grêmio Porto Alegre.
En janvier 2018, il prolonge son contrat jusqu'en 2022. Le 1er mars 2018, il joue son premier match de Copa Libertadores, contre le club vénézuélien du Deportivo Lara (défaite 1-0 d'Independiente).

### Inter Miami
Le 30 janvier 2020 est annoncé le transfert de Jorge Figal à l'Inter Miami CF, club de MLS. 
Figal inscrit son premier et unique but pour l'Inter Miami le 30 octobre 2021, lors d'une rencontre de MLS face au New York City FC. Son équipe est battue par trois buts à un ce jour-là.
Il joue quarante-six rencontres avec la franchise floridienne.

### Boca Juniors
Nicolás Figal rejoint Boca Juniors et fait son retour dans son pays natal le 24 janvier 2022.
Figal joue son premier match pour Boca le 16 février 2022, lors d'une rencontre de coupe de la Ligue contre le CA Aldovisi. Il entre en jeu et son équipe s'impose par deux buts à un.
Il est sacré champion d'Argentine en 2022,.

## Palmarès
CA Independiente
- Copa Sudamericana
  - Vainqueur : 2017
- Recopa Sudamericana
  - Finaliste : 2018

 Boca Juniors
- Champion d'Argentine
  - Champion : 2022.